# Docosia moravica
Docosia moravica är en tvåvingeart som beskrevs av Landrock 1916. Docosia moravica ingår i släktet Docosia och familjen svampmyggor. Arten är reproducerande i Sverige. Inga underarter finns listade i Catalogue of Life.